# Gioacchino Pasqualini
Gioacchino Pasqualini (Ascoli Piceno, 3 agosto 1902 – Ascoli Piceno, 19 marzo 1985) è stato un violinista italiano.

## Biografia
Gioacchino Pasqualini fu violinista, violista, didatta, liutologo, esperto di acustica e collezionista di strumenti musicali. 
Iniziò lo studio del violino con Francesco Attilio Palermi ad Ascoli Piceno, frequentando contemporaneamente la Scuola Tecnica. Trasferitosi a Roma per frequentare il corso universitario di fisica, continuò gli studi violinistici all’Accademia di Santa Cecilia con Gioacchino Micheli di Offida. Si diplomò nel 1924. Nello stesso 1924 fu sostituto privato di Micheli. Dal 1925 entrò a far parte dell’Orchestra dell’Accademia di Santa Cecilia. Dal 1930 al 1933 sostituì Micheli anche presso il Conservatorio, mentre dal 1934 gli fu conferito l’incarico ministeriale per una classe aggiunta di violino. Nel 1935 conseguì il diploma di viola. 
Nel 1937, durante le celebrazioni del bicentenario della morte di Antonio Stradivari, fu relatore al Congresso Internazionale dei Liutai a Cremona, discutendo le Teorie, esperienze antiche e moderne sui violini. Dati e misure per la migliore messa a punto e registrazione acustica degli strumenti ad arco.
Nel 1938 conseguì la laurea in Fisica presso l’Università degli Studi di Roma, sostenendo una tesi sperimentale in Acustica Musicale nella quale espose Le principali proprietà del corpo di risonanza degli strumenti ad arco rivelate con metodi elettroacustici.
In conseguenza ai suoi studi, sempre nel 1938, gli fu assegnata una Borsa di studio dal Consiglio Nazionale delle Ricerche (C.N.R.) presso l’Istituto Nazionale di Elettroacustica “O. M. Corbino” (Roma).
Nel 1939 fu incaricato dal Ministero della Pubblica Istruzione di riferire sul funzionamento della Scuola Internazionale di Liuteria a Cremona (fondata nel 1938) e di formulare delle proposte per un suo riordinamento. 
Fu anche allievo del liutaio romano Rodolfo Fredi e divenne esperto liutologo, dando alle stampe negli anni successivi numerose pubblicazioni. 
Nel 1940, fu nominato Esperto di Acustica Musicale; nello stesso anno divenne Consulente per l’Acustica Musicale, la Liuteria e gli strumenti musicali presso l’“Istituto Nazionale per l’esame delle invenzioni”. Dal 1942 fu insegnante di Acustica Musicale all’Accademia di Santa Cecilia.

### Pasqualini nel Dopoguerra
Nel 1949 fondò e organizzò l'Associazione nazionale liuteria artistica italiana (ANLAI), con il patrocinio dell'Accademia nazionale di Santa Cecilia, per promuovere la tradizione dei concorsi nazionali di liuteria a Roma. 
Collaborò nel 1950-51 col musicologo e liutologo belga René Vannes, alla seconda edizione del Dictionnaire des Luthiers,
Come Presidente ANLAI, nel 1952 fece parte della commissione giudicatrice del primo Concorso Nazionale di Liuteria contemporanea. Il concorso fu attivo fino al 1956.
A Milano nel 1953 fu relatore al primo Congresso Internazionale di Liuteria. 
In Olanda nel 1953 partecipò al Congresso Internazionale di Elettroacustica.
Fu tra i promotori di un referendum internazionale sul Diapason, bandito dall’Accademia Nazionale di Santa Cecilia. A Londra nel 1953 fece parte della delegazione italiana invitata alla riunione internazionale del Comitato di Acustica. In tale riunione si discusse la questione di fissare l’altezza del Diapason.
Pasqualini fu uno dei protagonisti della ripresa dell’attività del museo degli strumenti musicali dell’Accademia di Santa Cecilia. Incaricato di riordinarlo nel 1960, ricostruì le vicende storiche e recuperò gli strumenti in deposito presso il Conservatorio fin da quando era Liceo musicale dell’Accademia e fece restaurare gli strumenti più degradati, in vista dell’esposizione della fine del 1962.

### Pasqualini collezionista
Pasqualini per tutta la vita fu un esperto e collezionista di strumenti e accessori musicali; divise la sua collezione privata in due parti, antica e moderna; nel 1962 donò la sua collezione di strumenti antichi all’Accademia di Santa Cecilia e nel 1967 la collezione moderna al Comune di Ascoli Piceno. 
Proprio nel 1962 venne inaugurata la nuova esposizione del museo. Per la prima volta in questa sede fu mostrata al pubblico anche parte della collezione di strumenti musicali antichi, ponticelli ed archi che Pasqualini aveva appena donato all'Accademia di Santa Cecilia. Si trattava di circa cinquanta strumenti e diversi accessori di liuteria; la sezione di strumenti arcaici e antichi della collezione che il violinista aveva messo insieme negli anni grazie alla sua fervente attività in ambito musicale, didattico, scientifico e liutario.
Nel 1967 donò al Comune di Ascoli Piceno la collezione di strumenti ad arco, a pizzico ed a plettro moderna (periodo 1800/1900).

## Scritti
Selezione
- L'elettroacustica applicata alla liuteria [da una conferenza tenuta alla R. accademia di S. Cecilia in Roma il 25 aprile 1939 ed alla Associazione elettrotecnica italiana in Roma il 18 maggio 1939], estratto dall'«Annuario della R. Accademia di S. Cecilia» in Roma 1938-1939-XVI-XVII, [48 pp.]
- Rodolfo Fredi, liutaio romano, s.l., tip. italiana, 1938
- Proprietà del corpo di risonanza degli strumenti ad arco rivelate con metodi elettroacustici, Roma, Società Tipografica A. Manunzio, 1939 [39 pp.]
- Fredi, lezioni sulla costruzione di strumenti ad arco, ms., Roma, c. 1940 (Archivio Pietro Capodieci)
- Relazione sulle prove eseguite presso l’Istituto nazionale di elettroacustica per addivenire ad una valutazione obiettiva delle qualità acustiche di alcuni violini, in Consiglio nazionale delle ricerche (a cura di), «La ricerca scientifica ed il progresso tecnico nell'economia nazionale», 1940, pp. 622-648
- Nuovi risultati conseguiti nello studio della cassa armonica dei violini con metodi elettroacustici, anno 14, Volume 44 di Consiglio nazionale di elettroacustica O.M. Corbino, (febbraio-marzo 1943) [19 pp]
- Nota critica gli effetti dell'assorbimento ambientale sul suono dei violini antichi e moderni, Fratelli Bocca, 1950
- Gioacchino Pasqualini-Ermanno Briner, Nota circa gli effetti dell'assorbimento ambientale sul suono dei violini antichi e moderni, in «Rivista musicale italiana», anno 52 fasc. II (1950), pp. 172-177
- René Vannes, Dictionnaire des Luthiers, 2. ed. revue et augmentee, Bruxelles, Les amis de la musique, 1951; [Gioachino Pasqualini (a cura di), Biografie dei Liutai di scuola romana e di scuola marchigiana]
- Dispende di acustica musicale, ms. (cit. in Giulio Pasquali-Remy Principe, Il violino, 1951)
- La questione del diapason: necessità di definire la frequenza della "nota di accordo", in «Santa Cecilia» [dell'Accademia nazionale di Santa Cecilia], anno 2, n. 1, (apr. 1953) [6 pp.]; rist. Roma, Atena, 1953
- Récents résultats obtenus dans l'étude électroacoustique de la caisse harmonique des instruments à archet, [Zurigo], [Hirzel], 1954